# Eugeniusz Lerch
Eugeniusz Jan Lerch, ps. Elek (ur. 15 lutego 1939 w Chorzowie, zm. 20 stycznia 2024) – polski piłkarz, który występował na pozycji napastnika.

## Życiorys
Z zawodu technik-górnik. Do 1945 roku znał tylko język niemiecki. Wychowanek Ruchu Chorzów (1950–1967), następnie występował w ROW Rybnik (1967–1975) oraz Maribyrnong Polonia w Melbourne (1975–76). Mistrz Polski z 1960 roku. Reprezentant Polski juniorów (w meczu z NRD uzyskał hat trick). Nie wystąpił nigdy w I reprezentacji Polski, natomiast był rezerwowym w spotkaniu z ZSRR na Stadionie Dziesięciolecia w Warszawie (21.05.1961). Zagrał w nieoficjalnym spotkaniu kadry PZPN z brazylijskim klubem Santos FC, w którym grał m.in. Pelé (25.05.1960).
W ekstraklasie zadebiutował w 1957 roku. Ruchliwy i sprytny strzelec. Etatowy gracz Ruchu swej epoki. W 1994 roku był asystentem trenera Albina Wiry. Wcześniej pracował jako koordynator do spraw młodzieży.
W 2021 opublikował wspomnienia Elek z Wielkich Hajduk.
Zmarł 20 stycznia 2024, w wieku 84 lat. Został pochowany pięć dni później na cmentarzu przy ul. Dąbrowskiego w Chorzowie.